# Diplodocus carnegii
A Diplodocus carnegii a hüllők (Reptilia) osztályának dinoszauruszok csoportjába, ezen belül a hüllőmedencéjűek (Saurischia) rendjébe, a Sauropodomorpha alrendjébe és a Diplodocidae családjába tartozó faj.

## Tudnivalók
A Diplodocus carnegii (más írásmód szerint D. carnegiei) az amerikai Andrew Carnegie iparmágnásról és filantrópról kapta a nevét. A Diplodocusok közül talán ez a legismertebb faj, mivel megtaláltak belőle egy majdnem teljes csontvázat; ennek a CM 84 tároló számot adták. Ezt az értékes maradványt a pennsylvaniai Pittsburgh városban levő Carnegie Természetrajzi Múzeum (Carnegie Museum of Natural History) egyik dolgozója, Jacob Wortman gyűjtötte be. A Diplodocus carnegiit 1901-ben John Bell Hatcher amerikai őslénykutató és fosszíliavadász írt le és nevezett meg.
A londoni Természettudományi Múzeumban megtekinthető a fentebb említett példány másolata.

## Képek

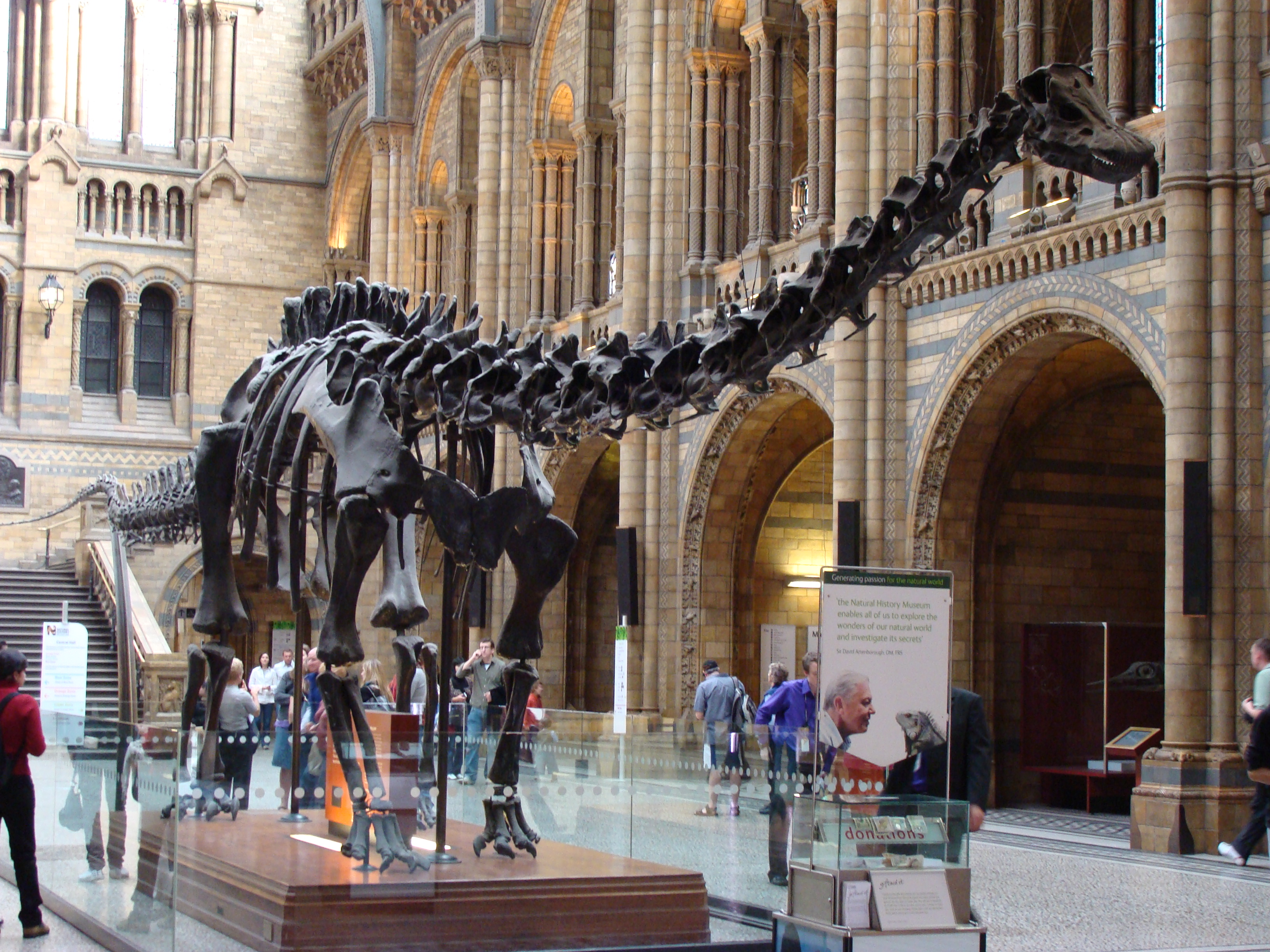
A londoni Természettudományi Múzeumban
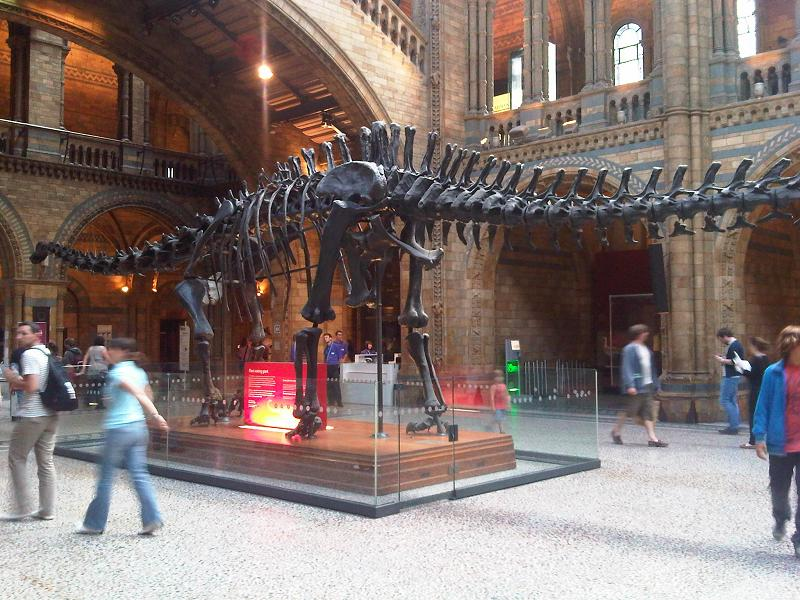
megtekinthető
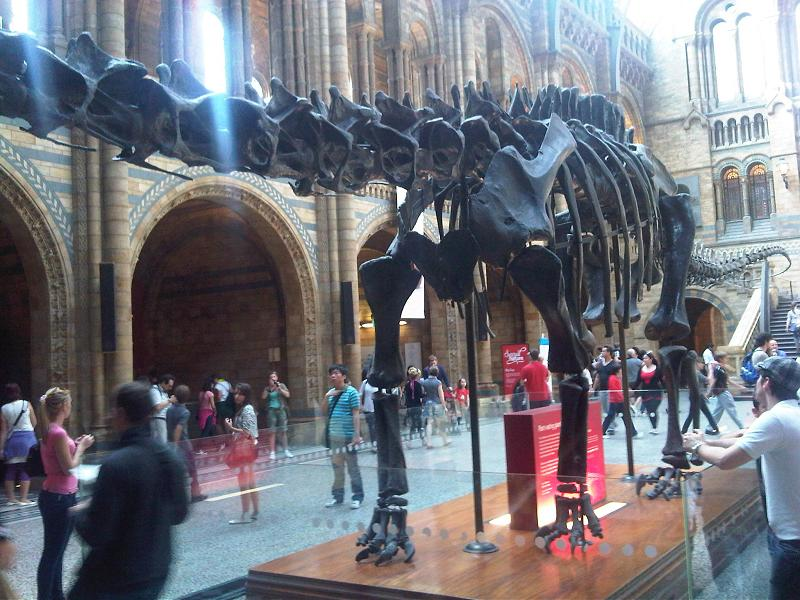
példány másolata
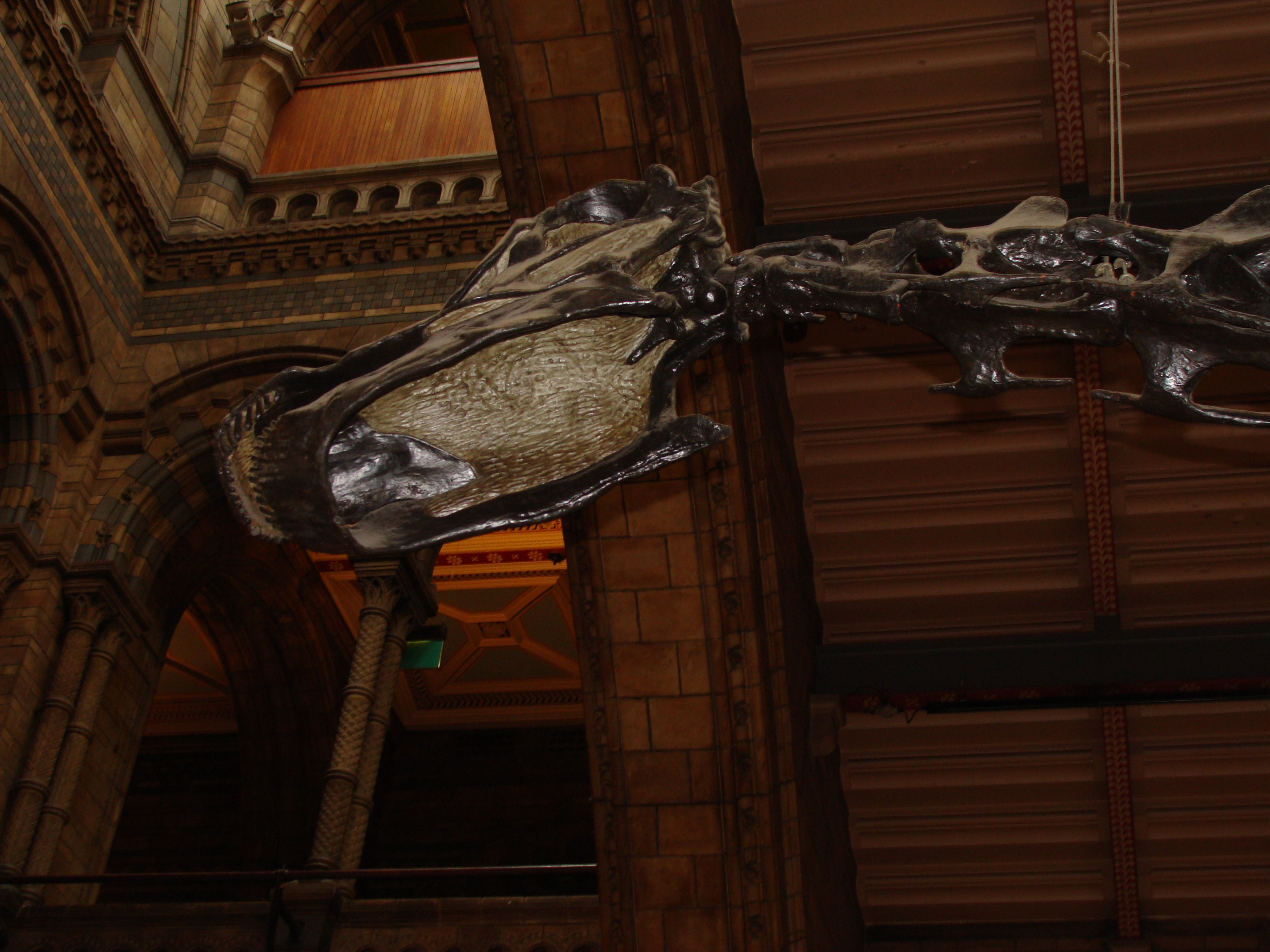
Koponyája,
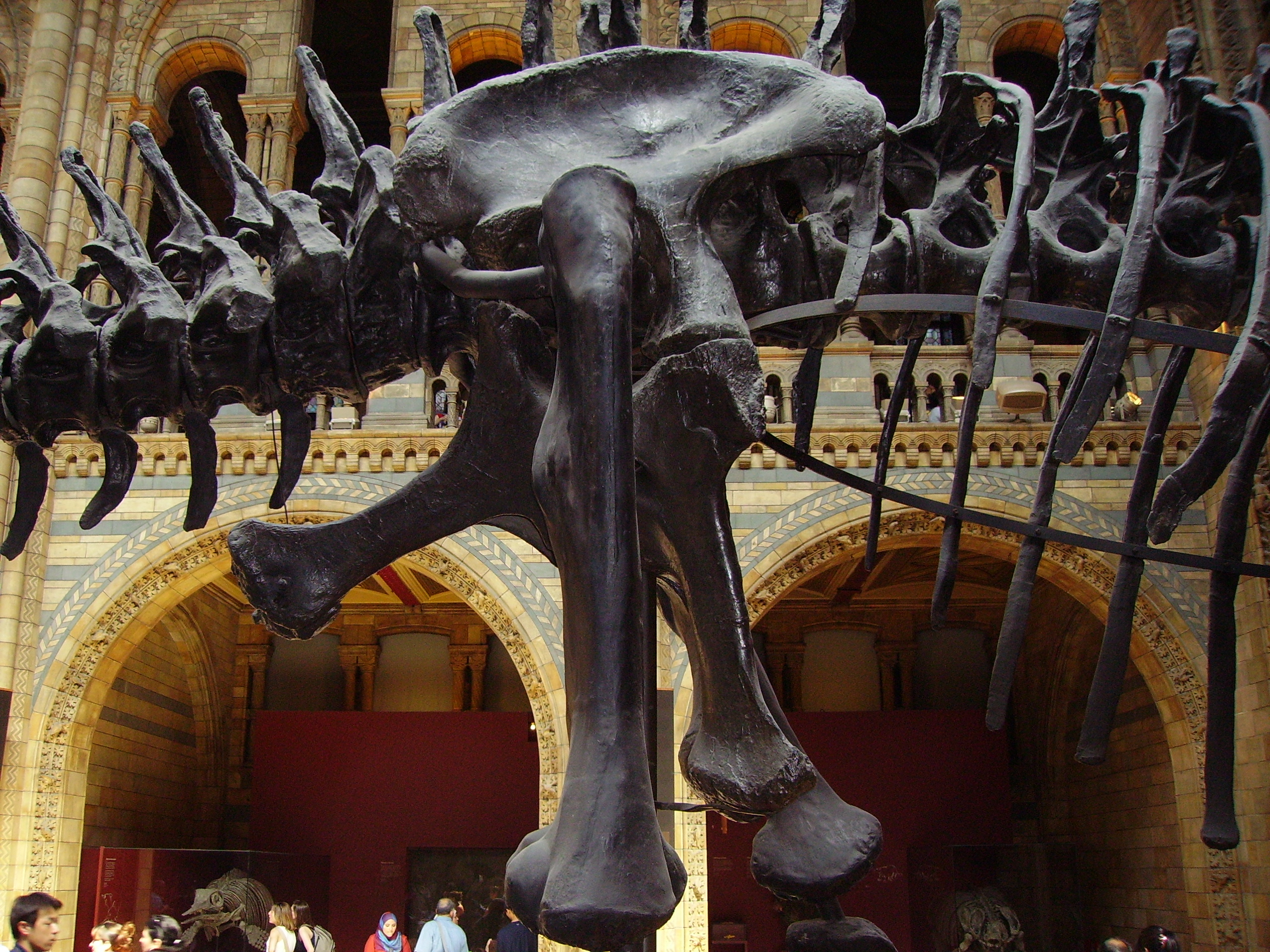
medencecsontja,
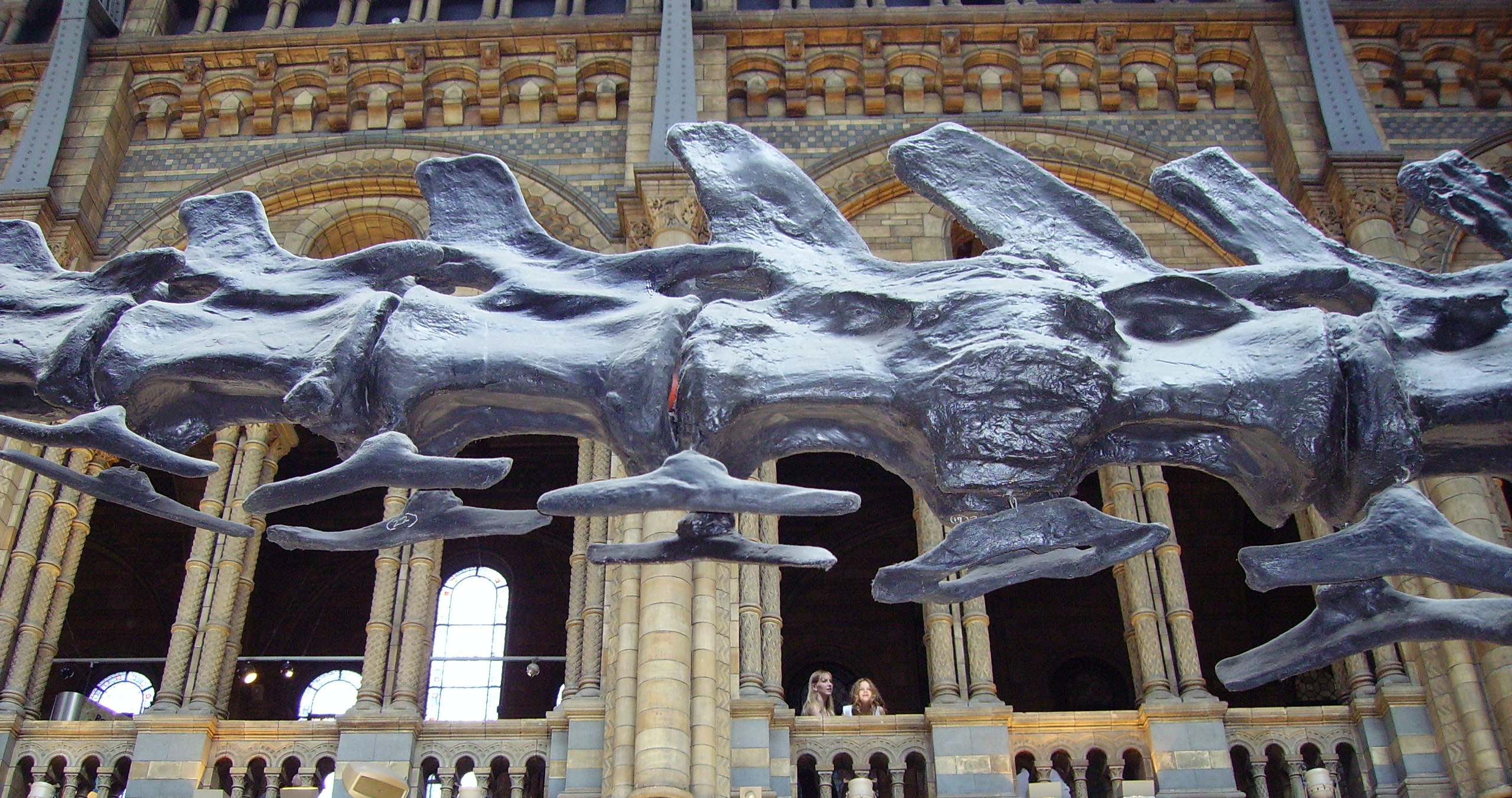
farokcsigolyái
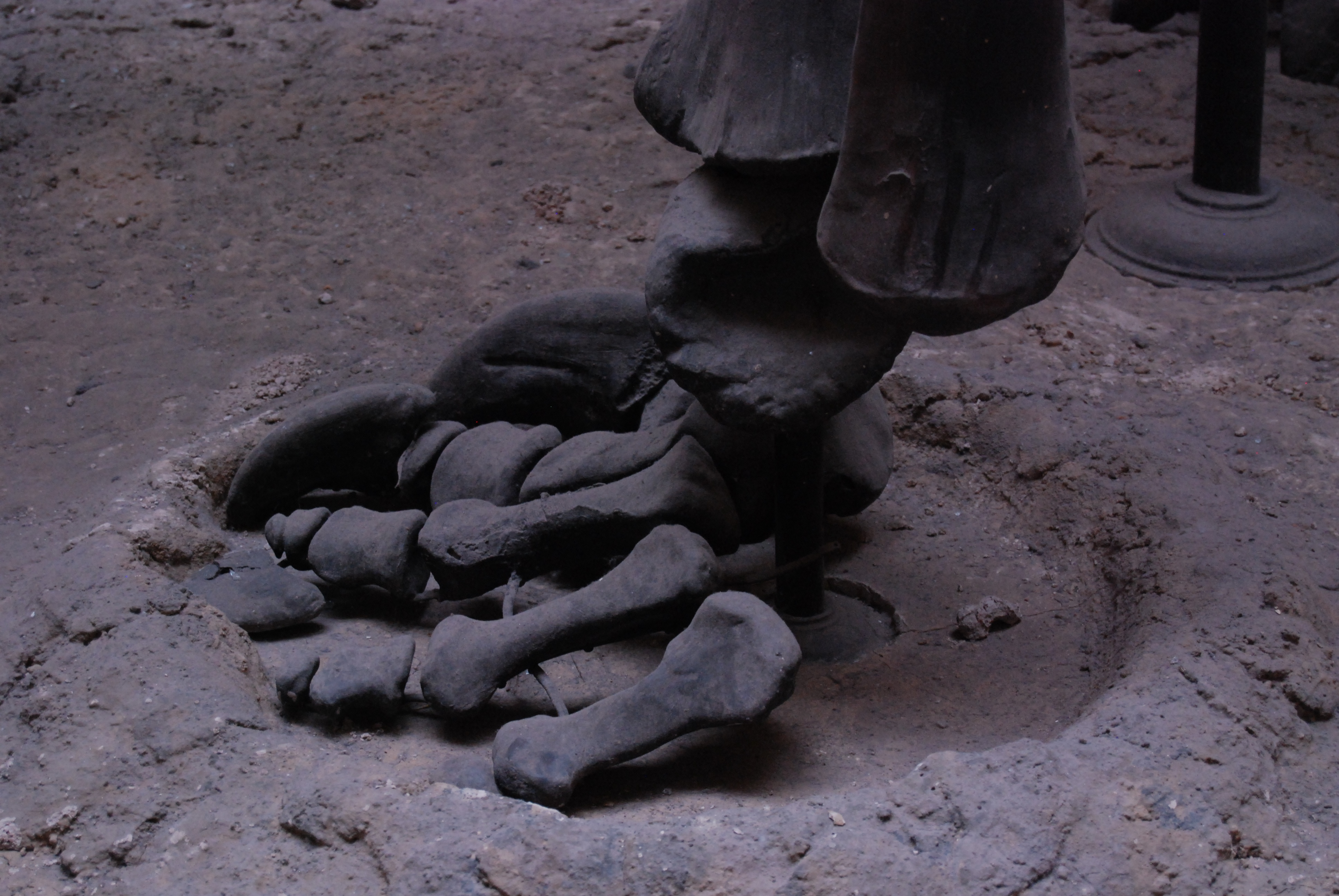
és lábfeje

## Fordítás
Ez a szócikk részben vagy egészben  a   Diplodocus című angol Wikipédia-szócikk ezen változatának fordításán alapul.  Az eredeti cikk szerkesztőit annak laptörténete sorolja fel. Ez a jelzés csupán a megfogalmazás eredetét és a szerzői jogokat jelzi, nem szolgál a cikkben szereplő információk forrásmegjelöléseként. 